# Helina subvittata
Helina subvittata är en tvåvingeart som först beskrevs av Seguy 1923.  Helina subvittata ingår i släktet Helina och familjen husflugor. Arten är reproducerande i Sverige. Inga underarter finns listade i Catalogue of Life.